# Marco Negrente
Marco Negrente, né le 9 juillet 1997 à Vérone, est un coureur cycliste italien.

## Biographie
Chez les juniors, Marco Negrente se fait remarquer par ses qualités de grimpeur en terminant notamment septième du Giro della Lunigiana en 2015. Il fait ensuite ses débuts espoirs en 2016 au sein de l'équipe Colpack.
Lors de la saison 2017, il se révèle en remportant le Trophée Edil C ainsi qu'une étape du Tour de la Bidassoa, qu'il termine à la quatrième place. Avec une sélection nationale, il participe au Tour de Colombie des moins de 23 ans, où il se classe troisième d'une étape. Il prend également la neuvième place du Gran Premio Palio del Recioto.
Pour la saison 2019, il signe chez Zalf Euromobil Désirée Fior. Il ne dispute cependant aucune course avec cette formation.

## Palmarès et résultats

### Palmarès par année
- 2017
  - Trophée Edil C
  - 4e étape du Tour de la Bidassoa

### Classements mondiaux
| Année           | 2017 | 2018   |
| --------------- | ---- | ------ |
| UCI Europe Tour | 896e | 2 018e |